# Marques (futebolista)
Marques Batista de Abreu, ou apenas Marques (Guarulhos, 12 de fevereiro de 1973), é um ex-futebolista e político brasileiro. 
Como atleta, Marques atuou por Corinthians, Flamengo, São Paulo Futebol Clube, Vasco da Gama, Atlético Mineiro e clubes do Japão. Também teve passagens pela seleção brasileira. Se aposentou em 2010, depois de uma terceira passagem pelo Galo, clube pelo qual se tornou ídolo, conquistando títulos como a Copa Conmebol de 1997.

## Carreira
Marques começou sua carreira no futebol em 1992, jogando pelo Corinthians e, após três anos no Parque São Jorge, teve rápidas passagens por Flamengo e São Paulo.
Marques defendeu as cores do Flamengo durante a temporada 1996 do futebol brasileiro. Durante sua passagem pelo Flamengo, teve a missão de substituir Edmundo que foi para o Corinthians, formou o trio de ataque flamenguista ao lado de Sávio, Bebeto e Romário, atuou em 66 partidas, fez 11 gols e conquistou quatro títulos: Taça Guanabara, Taça Rio, consequentemente o título invicto do Campeonato Carioca de Futebol de 1996, e o título da Copa Ouro, além disso, enquanto atleta do Flamengo, foi convocado algumas vezes para a Seleção Brasileira Olímpica, marcou três gols num amistoso contra Gana na qual o Brasil venceu por 8 a 2.
Apesar de também ter conquistado títulos por Corinthians e Flamengo, foi somente com os títulos no Galo que o jogador viria a se destacar nacionalmente, além de se identificar para sempre com um clube de futebol. Em seu primeiro ano no Galo, Marques foi Campeão Sulamericano invicto no time comandado pelo treinador Emerson Leão, com Dedê, Taffarel, Doriva, Jorginho etc. Em duas passagens pelo Galo, Marques atuou em mais de 350 jogos e marcou cerca de 130 gols. É o 9º maior artilheiro da história do clube (bem próximo de atingir a marca de Ubaldo Miranda), participou do segundo turno da queda do Galo para a segunda divisão em 2005. Mas se transferiu para o futebol japonês sem a oportunidade de ver o Galo subir com recorde nacional de público nas séries A, B e C e 7 pontos de vantagem para o vice-campeão Sport Recife.
Ídolo incontestável da torcida atleticana, Marques viveu suas melhores fases enquanto esteve no clube mineiro, o que acabou lhe rendendo oportunidades na Seleção Brasileira. Jogador veloz e habilidoso, além de marcar muitos gols, sabia servir como ninguém os companheiros de ataque como Guilherme (artilheiro do Campeonato Brasileiro de 1999 e do Campeonato Mineiro em 2000 e Copa Sul Minas em 2001 e Valdir "Bigode", artilheiro da Copa Conmebol em 1997 muitas vezes foram bem servidos pelo garçon Marques.
Deixou saudades na torcida do Galo, que ainda se recorda especialmente da campanha no Brasileirão de 99, quando Marques fez parceria com o centroavante Guilherme, levando o time até a final do campeonato brasileiro após 19 anos. Uma lesão, porém, tirou Marques da partida final contra o Corinthians, fato creditado por muitos como decisivo naquela derrota.
No final de 2007, após duas temporadas no Japão, Marques acertou seu retorno para o Atlético, onde pretende encerrar a carreira de futebolista para se engajar na política.
Em 19 de maio de 2010, Marques tem sua aposentadoria antecipada, pois Vanderlei Luxemburgo (até então o técnico do Galo) não aceitou a renovação do jogador com o clube. Seu último gol no ano foi na finalissíma do Campeonato Mineiro entre Galo 2x0 Ipatinga onde o Galo saiu vencedor. O Xodó entrou no segundo tempo e poucos minutos depois fez um gol que entrará para a história de todos os atleticanos.
Em dezembro de 2017 o ex-jogador foi convidado para assumir a função de coordenador das categorias de base do Clube Atlético Mineiro.

## Política
Nas eleições de 2010, Marques se candidatou para deputado estadual pelo estado de Minas Gerais, pelo partido PTB, sendo eleito com 153.200 votos, o segundo candidato mais votado em Minas Gerais.

## Títulos
Corinthians
- Copa Bandeirantes: 1994

- Campeonato Paulista: 1995[3]
- Copa do Brasil: 1995

Flamengo
- Campeonato Carioca: 1996
- Copa Ouro Sul-Americana: 1996
- Taça Guanabara: 1996
- Taça Rio: 1996

Atlético Mineiro
- Copa Centenário de Belo Horizonte: 1997
- Copa Conmebol: 1997
- Campeonato Mineiro: 1999, 2000 e 2010

Vasco da Gama
- Campeonato Carioca: 2003
- Taça Guanabara: 2003
- Taça Rio: 2003

### Outras Conquistas
Atlético Mineiro
- Copa Millenium: 1999
- Copa dos Três Continentes: 1999
- Taça Clássico dos 200 anos: 2008

## Prêmio Individuais
Galo
- Seleção Mineira do Século XXI - Rádio CBN 106.1
- Troféu Guará - Seleção Mineira: 1997, 1998, 1999, 2000, 2001, 2002, 2005
- Troféu Guará - Artilheiro: 1998
- Troféu Guará - Craque do Ano: 1999, 2001
- Bola de Prata - Seleção do Campeonato: 1999, 2001
- Troféu Telê Santana - Seleção Mineira: 2001, 2005
- Troféu Telê Santana - Craque do Ano: 2001, 2005
- Troféu Globo Minas - Melhor Volante: 2008
- Troféu Artilheiro de todos os tempos - Artilharia: 2008 a 2011

### Artilharias
Atlético Mineiro
- Campeonato Mineiro: 1998 (13 gols)